# Matrixvariate Wahrscheinlichkeitsverteilung
Als matrixvariate Wahrscheinlichkeitsverteilungen bezeichnet man in der Stochastik diejenigen Wahrscheinlichkeitsmaße, die auf Räumen von Matrizen definiert sind. Sie treten als Verteilungen von Zufallsmatrizen auf.
Aus maßtheoretischer Sicht unterscheiden sich matrixvariate Wahrscheinlichkeitsverteilungen nicht von den multivariaten Wahrscheinlichkeitsverteilungen. Dies liegt darin begründet, dass die messbaren Mengen auf {\displaystyle \mathbb {R} ^{n\times k}} mit den messbaren Mengen auf {\displaystyle \mathbb {R} ^{nk}} identifiziert werden. Für die Zuordnung der Wahrscheinlichkeiten ist es also irrelevant, ob es sich um eine Matrix mit {\displaystyle n} Zeilen und {\displaystyle k} Spalten handelt, oder um einen Vektor der Länge {\displaystyle nk}.
Allerdings erlauben es matrixvariate Wahrscheinlichkeitsverteilungen, durch die zusätzlich vorhandene algebraische Struktur, auch algebraische Fragestellungen mit stochastischen Ansätzen zu untersuchen. So lassen sich Fragen untersuchen wie
- die Einträge einer Matrix sind gleichverteilt im Intervall von null bis eins. Wie sind die Eigenwerte verteilt?
- Wie groß ist die Wahrscheinlichkeit, dass die Matrix invertierbar ist?